# Nuclear (banda)
Nuclear es una banda chilena de thrash metal fundada en Arica, Chile, en 1998. La banda ha pasado por varios cambios de formación, pero actualmente se conforma por el vocalista Matías Leonicio, los guitarristas Francisco Haussmann y Sebastian Puente, el baterista Eugenio "Punto" Sudy y el bajista Roberto Soto. Actualmente firman para el sello Candlelight Records.

## Historia
Formado en 1995 bajo el nombre Escoria, pero no fue hasta 1997 cuando la primera grabación fue puesto en libertad. Después de la disolución en 2001, el nombre de Escoria volvió hacia Nuclear y los miembros originales Puente, Haussmann y Sudy encontró una línea constante hasta que se mantiene hasta la fecha.
Fuertemente influenciado en la década de los 80 thrash, punk, metal y death metal de la vieja escuela, la banda ha publicado cuatro álbumes de estudio y una gira en varios países que comparten el escenario con actos como Testament, Forbidden, Voivod, Grave, Hirax, 1349, Anthrax, Destruction, Brujería, Hate Eternal, Absu, At the Gates entre otros.
Álbum más vendido de Nuclear "Jehovirus" fue masterizado en Reino Unido por Russ Russell ingeniero música que ha sido puesto en lanzamiento por varios sellos independientes. El EP de la banda "Apatrida" fue lanzado en 2012 a través de Sick Bangers y distribuido en Europa a través de Code7 y Plastic Head Distribution.
Durante en 2013, la banda lanzó su primer DVD en vivo llamado "Sick Mosh" y "Inner Hate", un vinilo Split, que fueron puestos en lanzamiento y distribuido por el sello discográfico chileno Sick Bangers.
Tour y lanzamientos constantes de la banda llamó la atención del sello discográfico británico Candlelight Records, y en 2014 firmó la banda para futuras versiones. Y el 15 de junio de 2015 la banda lanza su quinto álbum de estudio titulado Formula for Anarchy.
A comienzos del 2016, la banda fue nominada a los Premios Pulsar gracias a su álbum de estudio: Formula for Anarchy, en la categoría "Mejor Artista Metal".

## Miembros
| Miembros actuales - Matías Leonicio – voz - Francisco Haussmann – guitarra - Sebastian Puente – guitarra - Eugenio "Punto" Sudy – batería - Roberto Soto – bajo | Antiguos miembros - Raimundo Correa – bajo - Álvaro Castillo – bajo |

## Discografía
Álbumes de estudio
- 2006 – Heaven Denied - Koventry Records
- 2008 – Ten Broken Codes - Koventry Records
- 2010 – Jehovirus
- 2015 – Formula for Anarchy
- 2020 – Murder of Crows

Álbumes en vivo
- 2009 – Mosh Detonation
- 2012 – Live at Teatro Novedades
- 2014 – Live at Obscene Extreme Bootleg
- 2014 – XVII SWR Barroselas Live Bootleg
- 2016 – Live Bootleg @ Teatro Novedades 2007

Demo
- 1997 – Promo Tape
- 1998 – Demo

EP
- 2012 – Apatrida
- 2013 – Inner Hate
- 2016 – Libertad Condicionada

DVD
- 2008 – Chilean Most Wanted
- 2014 – Sick Mosh

## Videoclips
| Fecha | Nombre                    | Álbum               |
| ----- | ------------------------- | ------------------- |
| 2006  | Heaven Denied             | Heaven Denied       |
| 2008  | Sadistic Method for Crime | Ten Broken Codes    |
| 2010  | Criminal Solicitation     | Jehovirus           |
| 2012  | Apatrida                  | Apatrida            |
| 2015  | Self-Righteous Hypocrites | Formula for Anarchy |
| 2016  | Confront                  | Formula for Anarchy |

## Premios y nominaciones
| Año  | Premio         | Categoría           | Resultado |
| ---- | -------------- | ------------------- | --------- |
| 2016 | Premios Pulsar | Mejor Artista Metal | Nominado  |